# Heddinghausen (Marsberg)
Heddinghausen ist ein Dorf und zugleich ein Stadtteil von Marsberg im Hochsauerlandkreis, Nordrhein-Westfalen (Deutschland).

## Geographie
Heddinghausen liegt innerhalb Westfalens im Ostteil des Sauerlands rund 10 km (Luftlinie) südöstlich der Marsberger Kernstadt. Es befindet sich in der überwiegend waldlosen Hügellandschaft des Roten Lands auf einer 400 Meter hohen Hügelkuppe. Um das Dorf liegt das Landschaftsschutzgebiet Freiflächen um Heddinghausen.

## Geschichte
Die Gegend Heddinghausens ist schon seit langer Zeit besiedelt und gehört historisch zur Herrschaft Canstein. Die Gründung des Ortes geht auf das Jahr 782 zurück, als Karl der Große hier eine Kapelle für sein Heer errichten ließ. Die Fundamente der Kapelle sind noch vorhanden. Urkundlich erwähnt wurde der Ort 1250, als Gut des Ritters von Aspe.
Den Dorfmittelpunkt bildet seit dem Hochmittelalter die Pfarrkirche "St. Hubertus" mit ihrer einzigartigen Randebrock-Orgel, die 1998 von Grund auf restauriert wurde. Von dem um 1230 schon genannten Vorgängerbau ist der schmucklose romanische Westturm erhalten. Die Kirche ist Patronatskirche und Grablege der Familie von Canstein.
Am 30. März 1945 erreichten die ersten US-Soldaten Heddinghausen. Schon am Vortag war die Umgebung besetzt worden. Zur richtigen Besetzung des Dorfes durch 120 Soldaten kam es am 31. März. Die meisten Häuser hatten weiße Fahnen gehisst. Das Dorf wurde durchsucht, wobei Wertgegenstände und Alkohol gestohlen wurde. Am 8. April rückten die letzten US-Soldaten ab.
Im Zweiten Weltkrieg  fielen 15 Männer aus Heddinghausen als Soldaten, davon 14 an der Ostfront.
Am 1. Januar 1975 wurde Heddinghausen in die neue Stadt Marsberg eingegliedert.

## Politik

### Wappen
Blasonierung: „In Grün ein in Silber (Weiß) und Blau geschachter Schrägbalken; unten ein Bündel goldener (gelber) Getreideähren und oben ein rechtsgerichteter roter Hirschkopf, zwischen dem Geweih ein silbernes (weißes) Kreuz.“
Der Schachbalken stammt aus dem Wappen der Herren von Horhusen, welche zwischen dem 11. und 16. Jahrhundert in der Gegend eine Burg besaßen. Der Hirschkopf mit dem Kreuz steht für den Pfarrpatron St. Hubertus, die Getreideähren für die Landwirtschaft.

## Bauwerke
In der Liste der Baudenkmäler in Marsberg sind für Heddinghausen neun Baudenkmale aufgeführt.

## Erwähnenswertes
Seit einigen Jahren hat Heddinghausen überregionale Bekanntheit durch die Maiskirmes erlangt.